# Tschirn
Tschirn ist eine Gemeinde im oberfränkischen Landkreis Kronach in Bayern. Die Gemeinde ist Mitglied der Verwaltungsgemeinschaft Teuschnitz.

## Geografie

### Geografische Lage
Tschirn liegt im Naturpark Frankenwald. Im Gemeindegebiet entspringen die Bäche Tschirner Ködel (speist die Trinkwassertalsperre Mauthaus), die Grümpel und die Dober in unmittelbar nächster Nähe. Durch den Ort verlaufen der Fränkische Marienweg und der Seenweg.

### Gemeindegliederung
Es gibt zwei Gemeindeteile (in Klammern ist der Siedlungstyp angegeben):
- Dobermühle (Einöde)
- Tschirn (Pfarrdorf)

Die Einöden Gemeindeschneidmühle, Röttersmühle und Waffenhammer sind ehemalige Gemeindeteile, die mittlerweile abgebrochen wurden.

## Geschichte

### Bis zum 15. Jahrhundert
Der Ort wurde 1276 als „Schirn“ erstmals urkundlich erwähnt. Tschirn, auch „Schirn“, „Zirn“, oder „Zschirn“ geschrieben, ist ein slawischer Name, der vom tschechischen černý (schwarz) abgeleitet ist und etwa Schwarzwald, Fichten- oder Tannenwald bedeutet.
Die Gründung des Ortes an der Hochstraße Kronach–Lehesten, einer der kürzesten Verbindungen ins Thüringische, vollzog sich um die Jahrtausendwende in der Zeit des Geschlechtes der Steinberger und der Schweinfurter Grafen von Henneberg. 1187 waren die Güter im weltlichen Besitz der von Schaumberg, 1276 wurden „Schirn“ (Tschirn) und „Pressans“ und die Kirchen in diesen Eigengütern an das Kloster Langheim abgetreten. Am 18. Dezember 1388 ging das „Eygen“ Teuschnitz mit 31 Orten, darunter auch Tschirn mit dem Patronatsrecht nebst den dazugehörenden Siedlungen Hois, Priesterich und Oßla durch Kauf an das Hochstift Bamberg über. Tschirn gehörte von 1388 bis 1803 bis zur Säkularisation zum unbestrittenen Besitz des Hochstifts Bamberg.
Der um die Mitte des 14. Jahrhunderts wütenden Pest fielen alle Einwohner von Hois und Priestrich zum Opfer. Die Orte erloschen.
Um 1414 machten die Bürger Tschirns regen Gebrauch von der bereits 1234 erlassenen Bergwerksgerechtigkeit. Erz wurde abgebaut, verhüttet und in Waffenschmieden verarbeitet. Damals hatte der Ort 152 Familien und 600 Einwohner, 84 Häuser, ein Pfarramt, eine Schule und eine Pfarrkirche, eine Revier- und Forstwartei, eine Mahl- und zwei Schneidmühlen mit Waffenhammer.

### Dreißigjähriger Krieg
Der Dreißigjährige Krieg verschonte Tschirn nicht. 1632 wurde Pfarrer Johann Cuno im Pfarrhaus von einem schwedischen Soldaten ermordet. Der Pfarrer soll sich als Metzger verkleidet haben, wurde jedoch, als er die heiligen Geräte vor den räuberischen Landsknechten schützen wollte, erkannt und niedergemacht. Die Bauern rächten den „merttrer von Tschirn“, sie verfolgten seinen Mörder und erschlugen ihn im Grund zwischen Tschirn und Rappoltengrün. Der Sage nach geht heute noch die arme Seele des Schweden zu nächtlicher Stunde um. Für das Heimatfest 1957 hatte der Heimatdichter Andreas Bauer („Bauern-Andres“) diese Vorgänge zu einem Theaterspiel unter dem Titel Von Not und Tod und schwerer Zeit verarbeitet. Es wurde von einer Tschirner Laienspielgruppe unter Regie des Autors auf dem freien Platz vor dem Pfarrhaus aufgeführt.
In der Folgezeit des Dreißigjährigen Krieges suchten Rinderpest, Ruhr, Typhus und Blattern die Menschen heim. Missjahre, Teuerung und Unwetter brachten immer wieder große Not.

### 18. bis 20. Jahrhundert
Gegen Ende des 18. Jahrhunderts bildete Tschirn mit Dober- und Gemeindeschneidmühle eine Realgemeinde, bestehend aus 74 Anwesen (4 Güter, 3 Dreiviertelgüter, 27 Halbgüter, 5 Viertelgüter, 28 Tropfhäuser, 5 halbe Tropfhäuser, 1 Mahl- und Schneidmühle und 1 Mahlmühle). Das Hochgericht übte das bambergische Centamt Teuschnitz aus. Die Dorf- und Gemeindeherrschaft sowie die Grundherrschaft über alle Anwesen hatte das Kastenamt Teuschnitz. Neben den Anwesen gab es 1 Pfarrkirche, 1 Pfarrhof, 1 Schulhaus, 1 Gemeindehirtenhaus und -schmiede und 1 Halbgut, das zu der Zeit unbewohnt war.
Infolge der Säkularisation kam Tschirn nach Bayern. Mit dem Ersten Gemeindeedikt wurde 1808 der  Steuerdistrikt Tschirn gebildet, zu dem Dobermühle, Gemeindeschneidmühle, Rappoltengrün und Waffenhammer gehörten. 1818 entstand die Ruralgemeinde Tschirn, zu der Dobermühle, Gemeindeschneidmühle und Waffenhammer gehörten. Sie war in Verwaltung und Gerichtsbarkeit dem Landgericht Teuschnitz zugeordnet und in der Finanzverwaltung dem Rentamt Rothenkirchen (1919 in Finanzamt Rothenkirchen umbenannt). 1837 wurde Tschirn dem Landgericht Nordhalben überwiesen. Von 1862 bis 1880 und von 1888 bis 1931 gehörte Tschirn zum Bezirksamt Teuschnitz, von 1880 bis 1888 und ab 1931 zum Bezirksamt Kronach (1939 in Landkreis Kronach umbenannt). Die Gerichtsbarkeit blieb beim Landgericht Nordhalben (1879 in Amtsgericht Nordhalben umbenannt), seit 1929 ist das Amtsgericht Kronach zuständig. Die Finanzverwaltung übernahm 1929 das Finanzamt Kronach. Die Gemeinde hatte ursprünglich eine Fläche von 25,120 km², die 9,780 km² im Jahr 1904 und 9,384 km² im Jahr 1964 betrug.

### Einwohnerentwicklung
Im Zeitraum 1988 bis 2018 sank die Einwohnerzahl von 704 auf 516 um 188 bzw. um 26,7 %.

#### Gemeinde Tschirn
| Jahr      | 1840   | 1852   | 1855   | 1861   | 1867   | 1871   | 1875   | 1880   | 1885  | 1890   | 1895   | 1900  | 1905   | 1910   | 1919   | 1925   | 1933   | 1939   | 1946   | 1950   | 1952   | 1961   | 1970   | 1987   | 2008   | 2010   | 2015   | 2017   |
| Einwohner | 525    | 608    | 594    | 589    | 602    | 616    | 637    | 671    | 643   | 663    | 684    | 651   | 700    | 716    | 729    | 786    | 772    | 808    | 927    | 914    | 870    | 823    | 797    | 736    | 564    | 536    | 553    | 529    |
| Häuser    |        |        |        |        |        | 97     |        |        | 111   | 111    |        | 117   |        |        |        | 128    |        |        |        | 157    |        | 168    |        | 204    |        |        | 209    | 209    |
| Quelle    | [ 11 ] | [ 11 ] | [ 11 ] | [ 12 ] | [ 13 ] | [ 14 ] | [ 15 ] | [ 16 ] | [ 8 ] | [ 17 ] | [ 11 ] | [ 9 ] | [ 11 ] | [ 18 ] | [ 11 ] | [ 19 ] | [ 20 ] | [ 20 ] | [ 20 ] | [ 21 ] | [ 20 ] | [ 10 ] | [ 22 ] | [ 23 ] | [ 24 ] | [ 24 ] | [ 24 ] | [ 24 ] |

#### Ort Tschirn
| Jahr      | 001818 | 001861 | 001871 | 001885 | 001900 | 001925 | 001950 | 001961 | 001970 | 001987 |
| Einwohner | 441 *  | 564    | 592    | 618    | 618    | 767    | 898    | 812    | 785    | 732    |
| Häuser    | 77 *   |        |        | 107    | 113    | 124    | 154    | 166    |        | 203    |
| Quelle    | [ 7 ]  | [ 12 ] | [ 14 ] | [ 8 ]  | [ 9 ]  | [ 19 ] | [ 21 ] | [ 10 ] | [ 22 ] | [ 23 ] |

## Politik

### Bürgermeister
Bürgermeister ist Peter Klinger (CSU). 

### Gemeinderat
Der Gemeinderat von Tschirn hat acht Mitglieder unter der Leitung des ehrenamtlichen Bürgermeisters.
|                            | 2020    |
| CSU / Liberale Bürger – LB | 4       |
| Alternative für Tschirn    | 4       |
| Gesamt                     | 8 Sitze |

(Stand: Kommunalwahl am 15. März 2020)

### Wappen und Flagge
Tschirn führt mit der ministeriellen Zustimmung vom 11. April 1957 (Nr. I B 1 - 3000 - 29 T/5) ein Wappen.
Wappen
| Wappen von Tschirn | Blasonierung: „Geteilt von Blau und Gold; oben das Brustbild des silbern gekleideten und golden nimbierten heiligen Jakobus, der in der Rechten einen goldenen Pilgerstab und in der Linken ein goldenes Kreuz hält; auf der Brust eine rote Pilgermuschel; unten nebeneinander zwei bewurzelte schwarze Nadelbäume.“ |
| Wappen von Tschirn | Wappenbegründung: Die schwarzen Nadelbäume auf der untere Schildhälfte sind ein Hinweis auf den Ortsnamen, abgeleitet vom slawischen černý (schwarz) und Schwarzwald bedeutend. Schwarz und Gold spielen zugleich auf die Farben des Löwenwappens des ehemaligen Hochstifts Bamberg an, die Fürstbischöfe übten bis 1802/03 die Landesherrschaft aus. Schon vor 1276 und wieder seit 1388 nach dem Kauf der Güter des Zisterzienserklosters Langheim in dieser Gegend war der Ort unbestrittener hochstiftischer Besitz. Der heilige Jakobus war als Pfarrpatron bereits 1276 beglaubigt. Dem Wappen wurden seine Attribute Stab, Muschel und Kreuz hinzugefügt. |

Flagge
Die Gemeindeflagge zeigt drei Streifen in der Farbenfolge Rot, Weiß und Blau entsprechend den Hauptfarben im Gemeindewappen.

## Kultur und Sehenswürdigkeiten

### Bauwerke

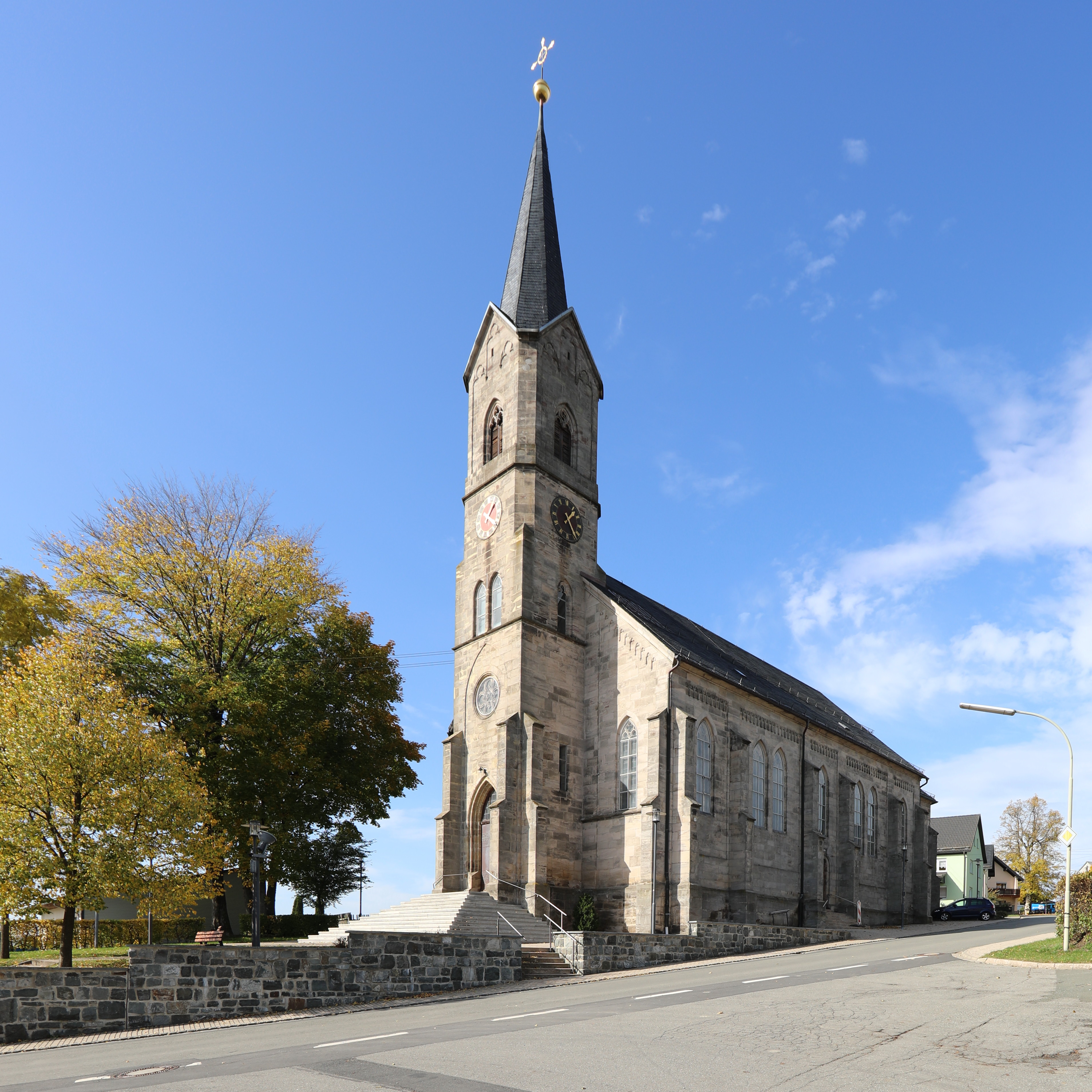
Katholische Pfarrkirche St. Jakobus, Ostfassade

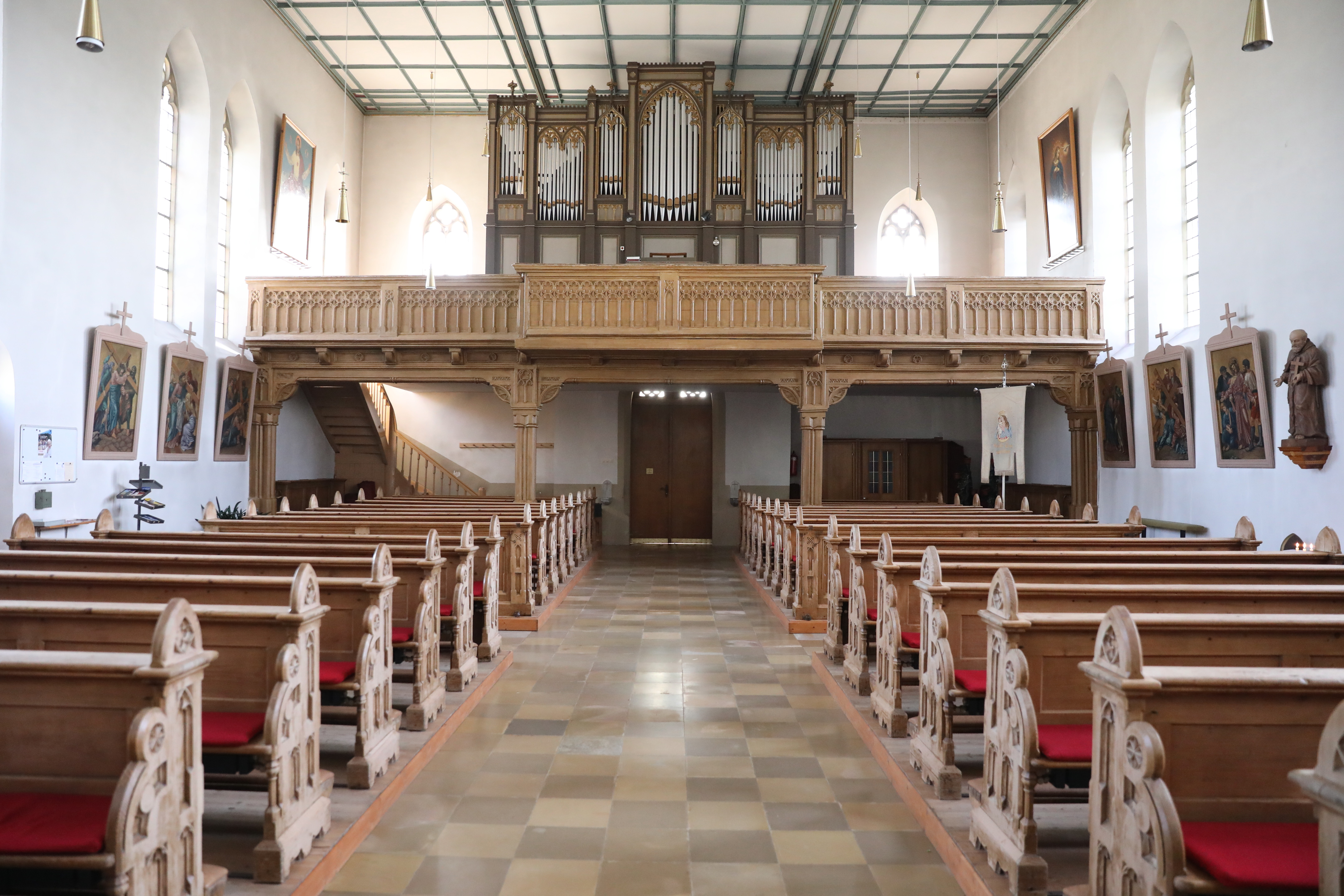
Katholische Pfarrkirche St. Jakobus, Orgel

Am früheren Ortsteich, beim Haus Nummer 97 (heute Kronacher Straße 8), befand sich zwischen zwei mächtigen Lindenbäumen die Sandsteinfigur des Heiligen Nepomuk mit der Inschrift im Sockel: „Johan Hader schmittmeister von Tschirn und die sämhdliche Gutt thäter haben zur Ehre Gottes und des He Johann von Nepomuc diese bildnus setzen lassen. Ano 1774“. Die Statue wurde 1998 nach einer Renovierung an die Abzweigung Eckstraße/Kronacher Straße versetzt.
Von der gleichen Art steht etwa 100 Meter nördlich der Pfarrkirche ein Vesperbild, die Muttergottes, den vom Kreuz abgenommenen Christus haltend. Diese Sandsteinfigur war einst bemalt.
Von 1865 bis 1871 bauten die Tschirner die heutige Pfarrkirche im neugotischen Stil. Sie birgt neben wertvollen Kleinodien mehrere Holzfiguren (die älteste ist wohl die um 1500 entstandene stehende Muttergottes), vier Altarbilder, Kreuzweg und vier Evangelisten von Kunstmaler Lorenz Kaim aus Kronach, sowie eine Steinmeyersche Orgel.

### Bodendenkmäler
- Burgstall Tschirn

### Wanderwege
In der Nähe befinden sich Wandermöglichkeiten auf gut markierten Strecken – der nahe Rennsteig, der Seenweg und die beiden Europäischen Fernwanderwege E3 und E6. Eine Teilstrecke des Grünen Bandes bildet kilometerweit die Landesgrenze zu Thüringen. Durch den Ort führen die Porzellanstraße und die Frankenwaldhochstraße.

## Wirtschaft und Infrastruktur

### Wirtschaft
Land- und Forstwirtschaft sowie Heimarbeit boten in früheren Jahrhunderten nur ein Existenzminimum. 1894 wurde die Schiefertafelindustrie gegründet, die 1902 nach Nordhalben abwanderte. Versuche, in den 1920er und 1930er Jahren Schiefervorkommen abzubauen, scheiterten.
Größter Arbeitgeber in Tschirn war das 1985 eröffnete Zweigwerk der Dr. Franz Schneider GmbH mit 160 Mitarbeitern. Nach einer Insolvenz wurde Schneider 2023 vom indischen Automobilzulieferer Samvardhana Motherson International übernommen und unter dem Namen Samvardhana Motherson Innovative Autosystems (SMIA) weitergeführt.

### Verkehr
Die Staatsstraße 2198 führt über Rappoltengrün nach Teuschnitz (5 km westlich) bzw. nach Nordhalben (4,2 km südöstlich). Die Staatsstraße 2200 führt nach Effelter (4,7 km südwestlich). Die Kreisstraßen KC 7/K 182 führt nach Brennersgrün (4,8 km nördlich). Die Kreisstraßen KC 16 führt an der Hubertushöhe vorbei nach Nurn (8,2 km südlich).

## Persönlichkeiten

### Ehrenbürger
- Peter Frank (Lehrer in Tschirn)- seit 30. Dezember 1931 (†)
- Hans Hagel (Geistlicher Rat, Pfarrer in Tschirn) – seit 8. November 1953 (†)
- Ludwig Widenmayer (Forstoberrat in Tschirn) – seit 2. Juni 1952 (†)
- Josef Hader (Bürgermeister) – seit 16. September 1958 (†)
- Rudolf Höfinger (Pfarrer) – seit 28. März 1965 (†)
- Franz Schneider (* 9. Februar 1929 in Wilhelmsthal; † 15. April 2020), Unternehmer[29] – seit 28. November 1997

### Pfarrer von Tschirn
- 1401: Richardt Johannes
- 1415: Nicklas
- 1440: Lenker Johannes
- 1471: Weiß Johannes
- 1521: Lauterbach Johannes
- 1535: Schütz Johannes
- 1539: Alstich Johannes
- 1552: Limmer Simon
- 1558: Fleischmann Johannes
- 1587: Zweidler Wolfgang
- 1596: Neblich Wolfgang
- 1611: Hammon Otto
- 1612: Cuno Johannes
- 1632: Zielfelder Kornelius
- 1638: Braun Johannes Wilhelm
- 1640: Johann Konrad Cervinus von Hirsch
- 1642: Fiedler Martin Johann
- 1664: Kaupert Friedrich
- 1666: Arelt Johann
- 1672: Will Johann
- 1685: Richter Martin
- 1686: Leicht Nickolaus
- 1687: Weber Georg
- 1689: Hofstetter Johannes
- 1710: Wecker Johann Georg
- 1718: Beuschel Johann Tobias (in Tschirn begraben)
- 1752: Wachter Johann Simon (in Tschirn begraben)
- 1788: Oehrlein Georg Josef (in Tschirn begraben)
- 1791: Baumann Friedrich
- 1802: Lang Johann Georg Philipp
- 1813: Schauer Valentin
- 1818: Engel Johann
- 1834: Kestel Johann
- 1842: Scharold Georg
- 1843: Alt Johann
- 1859: Neblich Kaspar (in Tschirn geboren und begraben)
- 1866: Besold Johann
- 1875: Krahl Augustin (in Tschirn begraben)
- 1878: Schmitt Franz
- 1883: Schirmer Georg
- 1889: Stöcklein Georg
- 1894: Nüßlein Heinrich
- 1896: Schindelmann Michael
- 1908: Stenglein Jakob
- 1913: Dütsch Augustin
- 1922: Beyerwaltes Andreas
- 1929: Zwosta Georg
- 1934: Hagel Johannes
- 1949: Höfinger Rudolf
- 1966: Schöring Johannes
- 1971: Aushilfen: Professor Johannes Seifert, Nurn und Pfarrer Josef Voll, Lahm
- 1984: Antekolovic Tomislav
- 1998: Martin Hans (Pfarrei Nordhalben und Tschirn)
- 2005: Barthelme Peter – Pfarreienverbund Oberer Frankenwald: Teuschnitz, Tschirn, Wickendorf, Marienroth (ab Oktober 2006: Dekan – Dekanat Teuschnitz)
- 2011: Lindner Joachim
- 2017: Pötzl Detlef